# الکساندر تروفا
الکساندر تروفا (انگلیسی: Alexandre Troffa؛ زادهٔ ۶ مهٔ ۲۰۰۰) بازیکن فوتبال اهل فرانسه است.